# Bình Đông, Gò Công
Bình Đông là một xã thuộc thành phố Gò Công, tỉnh Tiền Giang, Việt Nam.

## Địa lý
Xã Bình Đông nằm ở phía bắc thành phố Gò Công, có vị trí địa lý:
- Phía đông giáp xã Tân Trung và tỉnh Long An
- Phía tây giáp xã Bình Xuân và tỉnh Long An
- Phía nam giáp xã Bình Xuân và xã Tân Trung
- Phía bắc giáp tỉnh Long An với ranh giới là sông Vàm Cỏ.

Xã Bình Đông có diện tích 22,25 km², dân số năm 2022 là 18.988 người, mật độ dân số đạt 853 người/km².

## Lịch sử
Sau năm 1975, Bình Đông là một xã thuộc huyện Gò Công cũ.
Ngày 13 tháng 4 năm 1979, Hội đồng Chính phủ ban hành Quyết định số 155-CP về việc chia huyện Gò Công thành huyện Gò Công Đông và huyện Gò Công Tây. Xã Bình Đông thuộc huyện Gò Công Đông.
Ngày 21 tháng 1 năm 2008, Chính phủ ban hành Nghị định số 09/2008/NĐ-CP về việc chuyển xã Bình Đông về thị xã Gò Công quản lý.
Ngày 19 tháng 3 năm 2024, Ủy ban Thường vụ Quốc hội ban hành Nghị quyết số 1013/NQ-UBTVQH15 (nghị quyết có hiệu lực từ ngày 1 tháng 5 năm 2024) về việc thành lập thành phố Gò Công. Xã Bình Đông trực thuộc thành phố Gò Công.